# This Wild Life
This Wild Life ist ein US-amerikanisches Akustik-Pop-Punk-Duo um Anthony Del Grosso und Kevin Jordan aus Long Beach, Kalifornien.

## Bandgeschichte
This Wild Life wurde im Dezember 2010, als Pop-Punk-Band, von ehemaligen Mitgliedern der Band The Messenger gegründet.
Der Grund für den Wechsel von einer vollen Band in ein Akustikduo kam vor allem daher, dass ihre Akustiklieder besser beim Zielpublikum ankamen und einfacher mit Kevin Jordans Stimme zu vereinbaren waren.
Am 23. August 2013 wurde This Wild Life Mitglied der Artery Foundation.
Am 4. April 2014 wurde bekanntgegeben, dass This Wild Life einen Vertrag bei Epitaph Records unterschrieben haben. Am 24. Mai 2014 wurde das Album Clouded veröffentlicht. 
Clouded wurde mit Aaron Marsh von Copeland aufgenommen.

## Trivia
Jordan und Del Grosso spielten beide früher Schlagzeug.

## Diskografie

### Studioalben
- 2012: Heart Flip
- 2014: Clouded (Epitaph)
- 2016: Low Tides
- 2018: Petaluma

### Singles und EPs
- 2011: Pop Shove It
- 2012: Puppy Love
- 2013: Take It Back